# Brinner i bröstet
„Brinner i bröstet” – singel szwedzkiego piosenkarza Danny’ego Saucedo z gościnnym udziałem Malcolma B.

## Lista utworów
- Digital download (24 kwietnia 2015)[1]

1. „Brinner i bröstet” (feat. Malcolm B) – 3:42

## Notowania na listach przebojów
| Kraj    | Lista (2015)    | Najwyższa pozycja |
| ------- | --------------- | ----------------- |
| Szwecja | Top 100 Singles | 14                |

## Teledysk
Teledysk do utworu wyreżyserowany przez Olivera Martina został wydany 28 maja 2015 roku.